# Zarina semicyanea
Zarina semicyanea là một loài bọ cánh cứng trong họ Cerambycidae.